# Choerodon fasciatus
Espèce
Synonymes
- Lienardella fasciata (Günther, 1867)[2]
- Xiphochilus fasciatus Günther, 1867[2]

Statut de conservation UICN

 LC  : Préoccupation mineure
Choerodon fasciatus est une espèce de poissons de la famille des Labridae.

## Répartition
Choerodon fasciatus se rencontre, avec une distribution disjointe, dans le Pacifique ouest, notamment depuis archipel des Ryūkyū jusqu'à Taïwan, et depuis la Nouvelle-Calédonie jusqu'au Queensland en Australie.
Il est présent entre 5 et 35 m de profondeur dans des eaux dont la température est comprise entre 25 et 28 °C.

## Description
Choerodon fasciatus peut mesurer jusqu'à 30 cm de longueur totale.

## Comportement
Ce poisson fréquente les récifs coralliens du côté du large. Il déplace des pierres et des cailloux avec ses dents protubérantes pour chercher de la nourriture. Il mange des mollusques, des crustacés et des échinodermes.

## Choerodon fasciatuset l'Homme
Ce poisson est recherché tant pour les aquariums que pour l'alimentation.

### Philatélie
Ce poisson figure sur une émission de la Nouvelle-Calédonie de 1959 (valeur faciale : 3 F) ainsi que de Guinée de 1997 (valeur faciale 300 FG) Y&T 1125 et des Philippines (YT 2252 sous l'ancien nom binominal Lienardella fasciata)